# Orion's Arm

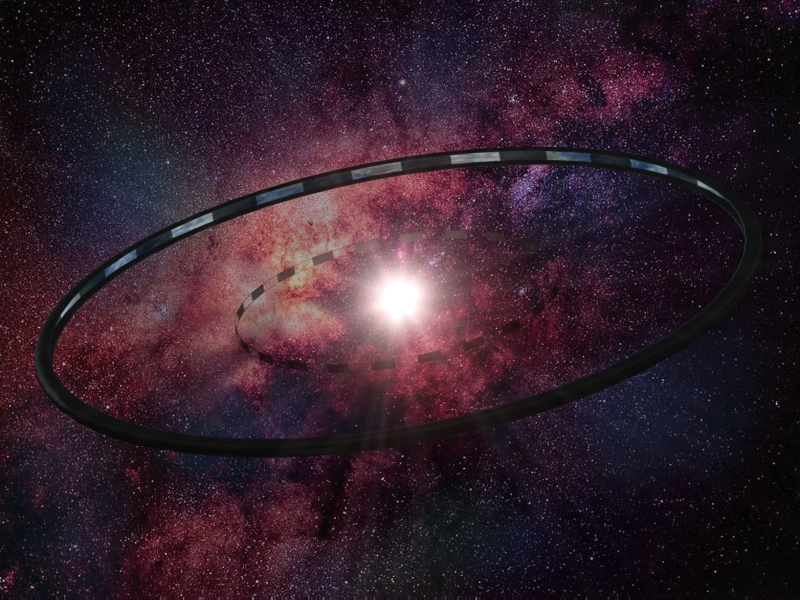
Totul începe visând cu ochii deschiși. Reprezentare grafică a Lumii Inelare

Orion's Arm (sau scurt "OA") este un proiect online science-fiction, fondat de M. Alan Kazlev.
OA are loc peste 10,000 de ani în viitor, și respectă Hard science fiction: nu există extratereștri antropomorfizați, nici deplasare la viteză superluminică sau alte încălcări ale legilor fizicii, și nici lupte spațiale în analogie la cele navale de pe Pământ. Apar însă unele tehomologii speculative, precum materie exotică cu masă negativă și manipularea materiei la scară subatomică. Cetățenii acestei lumi sunt conduși de Inteligențe artificiale superinteligente, cu calități de zeități, numite archailecți, descendenții experimentelor timpurii ale umanității cu viață artificială. Aceste entități pot crea noi universuri în miniatură. Corpurile lor sunt inteligențe distribuite în rețele de creiere digitale de mărime planetară; subrutinele au la rândul lor simțuri, făcând un "archai" un individ și o civilizație concomitent. Viața extraterestră există, dar proiectul se concentrează pe descendenții și creațiile vieții de pe Pământ, numite colectiv "viață terragenă". Oameni normali, numiți "baselines", sunt o specie pe cale de dispariție. Descendeții lor modificați genetic și cibernetic i-au înlocuit. Nanotehnologia, picotehnologie și femtotehnologia se întâlnesc des. Spațiul cunoscut este conectat printr-o rețea de găuri de vierme.